# Marcos Franz
Marcos Franz (n. Mataró, 12 de marzo de 1993) es un actor y músico español. Es conocido principalmente por su papel en la serie catalana Merlí de TV3, donde interpretaba a Gerard Piguillem.
Tocó el piano desde los 6 a los 9 años, luego a los 15 volvió y además empezó a aprender a tocar la guitarra. Otro instrumento que sabe tocar es el bajo. A los 11 años, comenzó a recibir clases de canto e interpretación. Consiguió su debut en 2010, con la película La mosquitera del directo catalán Agustí Vila, en ella interpreta al adolescente Lluís que vive rodeado de las discusiones de sus padres, interpretados por Emma Suárez y Eduard Fernández. En el 2012 estudió teatro musical y entre los años 2013-2014 estudió interpretación en Barcelona. Lanzó su primer álbum Start con canciones en catalán e inglés en octubre de 2016.
Su papel más destacado pertenece a la serie Merlí (2015-2018), donde actúa como Gerard, un joven nervioso que se enamora perdidamente de su compañera de clase Mònica, interpretada por Júlia Creus. También apareció tanto en la segunda temporada de esta serie, donde aparece más calmado y donde en esta ocasión es él el que es perseguido por una chica, Oksana (Laia Manzanares); como en la tercera y última entrega de esta serie. En 2016, viajó hasta Roma, Italia para aparecer en cuatro capítulos de la serie The Young Pope, protagonizada por el actor Jude Law y dirigida por Paolo Sorrentino. En ella interpreta a un español, Angelo Sánchez, que quiere estudiar para ser capellán en el Vaticano. Otro papel destacado que ha interpretado, es el del príncipe Lluís de Catalunya en la serie Knightfall (2017) emitida por el canal History; para grabarlo tuvo que ir a la capital de República Checa, Praga. Ese mismo año, 2017, fue seleccionado junto a otros dos actores en la Blood Red Carpet del Festival de Sitges, como una de las figuras emergentes de ese año. En el año 2020, apareció en TV3 i À Punt en la serie La fossa, donde interpreta a David Martos, un joven que trabaja a escondidas en la exhumación de cuerpos de una fosa común en la que cree que está enterrada su familia.

## Filmografía
| Año       | Título                   | Personaje                   | Notas                                 |
| --------- | ------------------------ | --------------------------- | ------------------------------------- |
| 2014      | Kubala, Moreno i Manchón |                             | Episodio: «Mens sana in corpore sano» |
| 2015-2018 | Merlí                    | Gerard Piguillem            | Principal. 40 episodios               |
| 2016      | The Young Pope           | Ángelo Sánchez              | Episodio 1x06                         |
| 2017      | Knightfall               | Príncipe Lluís de Catalunya | Cuatro episodios                      |
| 2020      | La fossa                 | David Martos                | Cuatro episodios                      |
| 2025      | Valeria                  | Camarero                    | Un episodio                           |

| Año  | Título                    | Personaje         |
| ---- | ------------------------- | ----------------- |
| 2010 | La Mosquitera             | Lluís             |
| 2022 | Quico Sabaté: sense destí | Masover Mas Clarà |